# Кубок шотландской лиги 2006/2007
Кубок шотландской лиги 2006/07 — 61-й розыгрыш Кубка шотландской лиги по футболу. Соревнование началось 8 августа 2006 года и закончилось 18 марта 2007 года. Победителем турнира стал эдинбургский клуб «Хиберниан», переигравший в финальном поединке «Килмарнок» с разгромным счётом 5:1.

## Формат
Соревнование проводится среди 42 клубов шотландских Премьер-лиги и Футбольной лиги. В отличие от Кубка Шотландии в розыгрыше Кубка Лиги отсутствуют переигровки — если основное и дополнительное время поединка заканчивается с ничейным счётом, то победителя выявляют в серии послематчевых пенальти.
Пары соперников определяются путём «слепой» жеребьёвки без распределения по корзинам и сеяния клубов. Коллективы, победившие в первом раунде, на следующей стадии турнира играют между собой. С третьего этапа, пары вновь определяются «слепой» жеребьёвкой.
Полуфинальные встречи традиционно проводятся на стадионе «Хэмпден Парк», но в некоторых случаях могут быть сыграны на любом другом нейтральном поле по договорённости команд и Шотландской футбольной ассоциации.
Финальный матч также играется на «Хэмпден Парке».

## Календарь
| Раунд          | Дата первого матча | Матчи | Клубы   |
| -------------- | ------------------ | ----- | ------- |
| Первый раунд   | 8 августа 2006     | 14    | 42 → 28 |
| Второй раунд   | 22 августа 2006    | 12    | 28 → 16 |
| Третий раунд   | 19 сентября 2006   | 8     | 16 → 8  |
| Четвертьфиналы | 7 ноября 2006      | 4     | 8 → 4   |
| Полуфиналы     | 30 января 2007     | 2     | 4 → 2   |
| Финал          | 18 марта 2007      | 1     | 2 → 1   |

## Первый раунд
| Альбион Роверс | 1:2      | Стенхаусмюир                |
| -------------- | -------- | --------------------------- |
| Чеплейн 10′    | Протокол | Никол 74′ (авт.) · Бэрд 77′ |

| Брихин Сити                      | 2:1      | Гринок Мортон |
| -------------------------------- | -------- | ------------- |
| Джеддс 55′ · Каллаган 74′ (пен.) | Протокол | Макгоуэн 6′   |

| Кауденбит                               | 4:1      | Ист Стерлингшир |
| --------------------------------------- | -------- | --------------- |
| Бьюкенен 27′ · Хьюз 31′ 45′ · Кларк 34′ | Протокол | Тайуиссен 63′   |

| Дамбартон                           | 3:0      | Стерлинг Альбион |
| ----------------------------------- | -------- | ---------------- |
| Бэган 74′ · Бойл 88′ · Джеммелл 90′ | Протокол |                  |

| Данди      | 1:3      | Партик Тисл                       |
| ---------- | -------- | --------------------------------- |
| Суонки 10′ | Протокол | Бреди 40′ · Гибсон 64′ · Бойд 75′ |

| Форфар Атлетик | 1:2 (д.в.) | Аллоа Атлетик        |
| -------------- | ---------- | -------------------- |
| Гриббен 90′    | Протокол   | Браун 4′ · Грант 93′ |

| Куин оф зе Саут                         | 4:2      | Клайд                            |
| --------------------------------------- | -------- | -------------------------------- |
| О’Нил 8′ 45′ · Хендерсон 17′ · Уэйр 32′ | Протокол | Аймри 43′ · О’Доннелл 52′ (пен.) |

| Куинз Парк               | 2:1 (д.в.) | Гамильтон Академикал |
| ------------------------ | ---------- | -------------------- |
| Каннинг 6′ · Боуэрс 107′ | Протокол   | Оффионг 72′          |

| Рэйт Роверс | 1:2      | Эйрдри Юнайтед            |
| ----------- | -------- | ------------------------- |
| Уан 40′     | Протокол | Макларен 47′ · Пранти 73′ |

| Росс Каунти                           | 4:2      | Странраер           |
| ------------------------------------- | -------- | ------------------- |
| Коуи 27′ 58′ · Хиггинс 61′ · Ганн 78′ | Протокол | Бёрнс 70′ · Мур 90′ |

| Сент-Джонстон                | 3:1      | Ист Файф     |
| ---------------------------- | -------- | ------------ |
| Скотланд 60′ 70′ · Харди 62′ | Протокол | О’Рейлли 76′ |

| Арброт | 0:1      | Элгин Сити |
| ------ | -------- | ---------- |
|        | Протокол | Маккей 49′ |

| Эйр Юнайтед                   | 2:0      | Бервик Рейнджерс |
| ----------------------------- | -------- | ---------------- |
| Кейси 18′ · Кэддис 39′ (пен.) | Протокол |                  |

| Монтроз            | 1:3 (д.в.) | Питерхед                          |
| ------------------ | ---------- | --------------------------------- |
| Роджерс 25′ (пен.) | Протокол   | Линн 60′ · Вуд 108′ · Бавидж 115′ |

Источник: BBC Sport Архивная копия от 23 сентября 2010 на Wayback Machine

## Второй раунд
| Аллоа Атлетик           | 2:1      | Росс Каунти  |
| ----------------------- | -------- | ------------ |
| Браун 34′ · Фрэйзер 47′ | Протокол | Маккинли 57′ |

| Эйр Юнайтед | 0:0 (6:7, по пен.) | Данфермлин Атлетик |
| ----------- | ------------------ | ------------------ |
|             | Протокол           |                    |

| Брихин Сити | 0:3      | Ливингстон                           |
| ----------- | -------- | ------------------------------------ |
|             | Протокол | Крейг 37′ · Дорранс 40′ · Хислоп 87′ |

| Кауденбит | 0:5      | Фалкирк                                               |
| --------- | -------- | ----------------------------------------------------- |
|           | Протокол | Крейг 35′ · Мотинью 50′ 81′ · Туоддл 74′ · Стюарт 84′ |

| Данди Юнайтед  | 1:0 (д.в.) | Эйрдри Юнайтед |
| -------------- | ---------- | -------------- |
| Робертсон 118′ | Протокол   |                |

| Хиберниан                                                        | 4:0      | Питерхэд |
| ---------------------------------------------------------------- | -------- | -------- |
| Гуд 7′ (авт.) · Бенжеллун 32′ · Браун 52′ · Маккласки 66′ (пен.) | Протокол |          |

| Мотеруэлл                   | 3:2      | Партик Тисл              |
| --------------------------- | -------- | ------------------------ |
| Форан 6′ 16′ · Макгарри 88′ | Протокол | Гибсон 25′ · Робертс 66′ |

| Куин оф зе Саут | 1:2 (д.в.) | Килмарнок                 |
| --------------- | ---------- | ------------------------- |
| О’Коннор 49′    | Протокол   | Мюррей 75′ · Нейсмит 113′ |

| Куинз Парк | 0:0 (5:3, по пен.) | Абердин |
| ---------- | ------------------ | ------- |
|            | Протокол           |         |

| Сент-Джонстон                                                       | 4:0 (д.в.) | Элгин Сити |
| ------------------------------------------------------------------- | ---------- | ---------- |
| Ширин 98′ (пен.) · Стивенсон 105′ · Майлн 108′ · Маккей 114′ (авт.) | Протокол   |            |

| Сент-Миррен                | 3:1      | Стенхаусмюир |
| -------------------------- | -------- | ------------ |
| Мехмет 6′ 30′ · Саттон 14′ | Протокол | Синклер 78′  |

| Инвернесс Каледониан Тисл              | 3:1      | Дамбартон |
| -------------------------------------- | -------- | --------- |
| Уинесс 6′ · Бейн 54′ · Макаллистер 72′ | Протокол | Добби 30′ |

Источник: BBC Sport Архивная копия от 23 сентября 2010 на Wayback Machine

## Третий раунд
| Селтик                    | 2:0      | Сент-Миррен |
| ------------------------- | -------- | ----------- |
| Битти 76′ · Журавский 87′ | Протокол |             |

| Инвернесс Каледониан Тисл | 0:1      | Фалкирк    |
| ------------------------- | -------- | ---------- |
|                           | Протокол | Стоукс 60′ |

| Сент-Джонстон                         | 3:0      | Данди Юнайтед |
| ------------------------------------- | -------- | ------------- |
| Скотланд 40′ · Майн 53′ · Менсинг 80′ | Протокол |               |

| Килмарнок             | 2:1 (д.в.) | Ливингстон       |
| --------------------- | ---------- | ---------------- |
| Уэльс 57′ · Райт 115′ | Протокол   | Крейг 57′ (пен.) |

| Аллоа Атлетик | 0:4      | Харт оф Мидлотиан              |
| ------------- | -------- | ------------------------------ |
|               | Протокол | Мякеля 34′ 46′ 82′ · Агуяр 88′ |

| Данфермлин Атлетик | 0:2      | Рейнджерс                   |
| ------------------ | -------- | --------------------------- |
|                    | Протокол | Бамба 65′ (авт.) · Бойд 73′ |

| Хиберниан                                                          | 6:0      | Гретна |
| ------------------------------------------------------------------ | -------- | ------ |
| Флетчер 11′ · Браун 18′ · Джонс 20′ · Шилз 24′ 63′ · Бенжеллун 72′ | Протокол |        |

| Куинз Парк | 0:3      | Мотеруэлл                |
| ---------- | -------- | ------------------------ |
|            | Протокол | Форан 24′ 47′ 54′ (пен.) |

Источник: BBC Sport Архивная копия от 23 сентября 2010 на Wayback Machine

## Четвертьфиналы
| Селтик        | 1:1 (4:5, по пен.) | Фалкирк    |
| ------------- | ------------------ | ---------- |
| Журавский 98′ | Протокол           | Стоукс 99′ |

| Килмарнок                     | 3:2      | Мотеруэлл                       |
| ----------------------------- | -------- | ------------------------------- |
| Райт 7′ 45′ · Инвинчибиле 71′ | Протокол | Форан 25′ (пен.) · Кларксон 59′ |

| Хиберниан | 1:0      | Харт оф Мидлотиан |
| --------- | -------- | ----------------- |
| Джонс 31′ | Протокол |                   |

| Рейнджерс | 0:2      | Сент-Джонстон |
| --------- | -------- | ------------- |
|           | Протокол | Майлн 50′ 67′ |

Источник: BBC Sport Архивная копия от 23 сентября 2010 на Wayback Machine

## Полуфиналы
| Килмарнок                  | 3:0      | Фалкирк |
| -------------------------- | -------- | ------- |
| Нейсмит 30′ 71′ 78′ (пен.) | Протокол |         |

| Сент-Джонстон | 1:3 (д.в.) | Хиберниан                               |
| ------------- | ---------- | --------------------------------------- |
| Скотланд 76′  | Протокол   | Флетчер 3′ · Мёрфи 92′ · Бенжеллун 102′ |

Источник: BBC Sport Архивная копия от 23 сентября 2010 на Wayback Machine

## Финал
| Килмарнок | 1:5      | Хиберниан                                       |
| --------- | -------- | ----------------------------------------------- |
| Грир 77′  | Протокол | Джонс 28′ · Бенжеллун 59′ 85′ · Флетчер 66′ 87′ |